# Cephaloconus
Cephaloconus är ett släkte av tvåvingar. Cephaloconus ingår i familjen lövflugor.
Kladogram enligt Catalogue of Life:
| Cephaloconus | \| \| Cephaloconus cyprinus \| \| \| \| \| \| Cephaloconus tenebrosus \| \| \| \| |
|              | \| \| Cephaloconus cyprinus \| \| \| \| \| \| Cephaloconus tenebrosus \| \| \| \| |
|              | Cephaloconus cyprinus                                                             |
|              |                                                                                   |
|              | Cephaloconus tenebrosus                                                           |
|              |                                                                                   |